# 에드워드 에버렛 에반스
에드워드 에버렛 에반스(Edward Everett Evans, 1893년 11월 30일 ~ 1958년 12월 2일)는 미국의 SF 작가이다. 그는 미국 공상 과학 작가이자 팬이었다. 1953년에 SF 작가 텔마 D. 햄(Thelma D. Hamm)과 결혼했다.
작품으로는 소설 Man of Many Minds(1953), The Planet Mappers(1955), Alien Minds(1955)가 있다. 또한 E. E. 독 스미스와의 공동 작품(Masters of Space, 1976) 및 컬렉션(Food For Demons, 1971)이 사후에 출판되었다. 모든 소설은 퍼블릭 도메인이 되었다.